# 丰特尼耶 (夏朗德省)
丰特尼耶（法語：Fontenille，法語發音：[fɔ̃tnij]）是法国夏朗德省的一个市镇，位于该省北部，属于孔福朗区。

## 地名
“丰特尼耶”（Fontenille）一名来源于拉丁语，意为“小泉”。

## 地理
丰特尼耶（45°54'59"N, 0°9'54"E）面积9.52 平方千米，位于法国新阿基坦大区夏朗德省，该省份为法国西部内陆省份，北起德塞夫勒省和维埃纳省，东临上维埃纳省，东南至多尔多涅省，南至多爾多涅省，西接滨海夏朗德省。
丰特尼耶境内包括四个称地（Lieu-dit）：
- 拉卡巴讷（La Cabane），位于境内南部，靠近夏朗德河；
- 沙托勒纳尔（Châteaurenard），位于境内西南部，靠近夏朗德河；
- 莱代方（Les Défens），位于境内北部；
- 莱维尼欧（Les Vignauds），位于境内北部偏东

与丰特尼耶接壤的市镇（或旧市镇、城区）包括：瑞耶、利谢尔、洛讷、吕克塞、圣格鲁、芒勒莱枫丹、夏朗德河畔欧纳克。
丰特尼耶的时区为UTC+01:00、UTC+02:00（夏令时）。

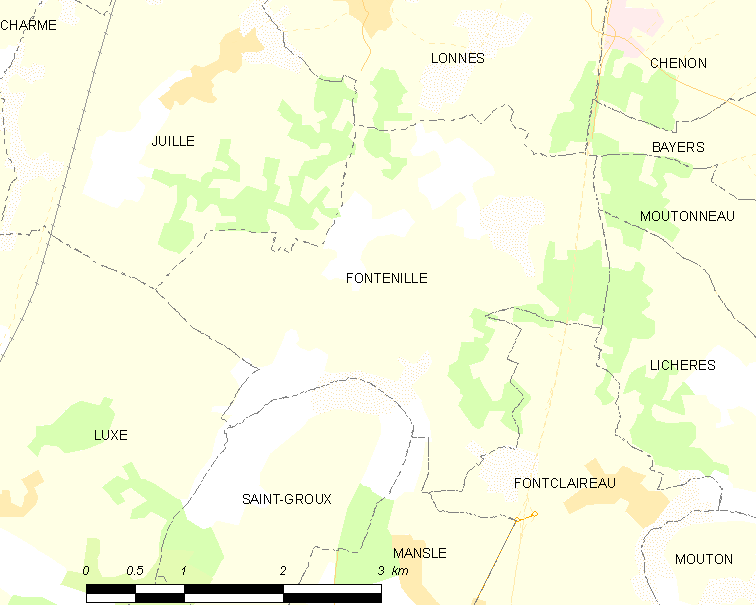
丰特尼耶的OSM定位图

## 行政
丰特尼耶的邮政编码为16230，INSEE市镇编码为16141。

## 政治
丰特尼耶所属的省级选区为布瓦克斯-芒卢瓦县。

## 交通
法国国道N10线经过境内东部。夏朗德省省道D185线和D186线在镇中心附近交汇，另有省道D61线经过境内南部。

## 人口

1962-2008年间丰特尼耶人口变化图示

丰特尼耶于2022年1月1日时的人口数量为343人。